# Liloan (Cebú)
Liloan es un municipio de la provincia de Cebú en Filipinas. Es una de las localidades que componen al Gran Cebú, actualmente la segunda área metropolitana más grande del país.

## Barangayes
Liloan se subdivide administrativamente en 14 barangayes.
- Cabadiangan
- Calero
- Catarmán
- Cotcot
- Jubay
- Lataban
- Mulao
- Población
- San Roque
- San Vicente
- Santa Cruz
- Tabla
- Tayud
- Yati

- Datos: Q316056
- Multimedia: Liloan, Cebu / Q316056

1. ↑  Worldpostalcodes.org, código postal n.º 6002.